# Sa (kana)
さ in hiragana o サ in katakana, è un kana giapponese e rappresenta una mora. La sua pronuncia è /sa/.
| Forme                    | Rōmaji      | Hiragana        | Katakana        |
| ------------------------ | ----------- | --------------- | --------------- |
| Normale s- (さ行 sa-gyō) | sa          | さ              | サ              |
| Normale s- (さ行 sa-gyō) | saa sā, sah | さあ, さぁ さー | サア, サァ サー |
| dakuten z- (ざ行 za-gyō) | za          | ざ              | ザ              |
| dakuten z- (ざ行 za-gyō) | zaa zā, zah | ざあ, ざぁ ざー | ザア, ザァ ザー |

## Scrittura

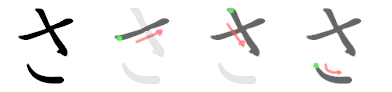
Stile di scrittura di さ

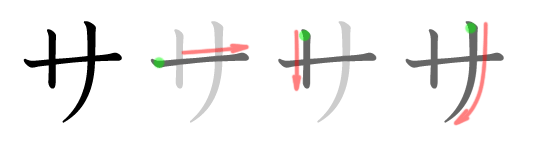
Stile di scrittura di サ